# ATLiens
ATLiens é o segundo álbum de estúdio da banda OutKast, lançado a 27 de Agosto de 1996 pela LaFace Records O álbum foi bem recebido pela crítica desde seu lançamento, e foi certificado platina dupla pela RIAA, por tranferências superiores de dois milhões de cópias nos Estados Unidos, com 1.848.096 cópias vendidas.

## Música
Ao contrário de sua estreia, Southernplayalisticadillacmuzik, onde os dois retrataram-se como cafetões sulistas, várias canções em ATLiens apresenta mais assuntos pouco convencionais para o hip hop. Também tem um som notavelmente mais descontraído e excêntrico, que eles viriam a continuar até um certo ponto no álbum seguinte Aquemini. Dois terços do álbum foram produzidos por Organized Noise, a equipe de produção principal do OutKast. O resto é produzido por Earthtone III, uma equipe de produção que contém o próprio OutKast e Mr. DJ.

## Recepção

### Sucesso comercial
O álbum estreou no número 2 da parada americana Billboard 200, e vendeu aproximadamente 350.000 cópias nas duas primeiras semanas de lançamento. Finalmente passou 33 semanas na parada Billboard 200. O primeiro single do álbum, "Elevators (Me & You)", alcançou o número 12 e passou 20 semanas na parada Billboard Hot 100. O segundo single "ATLiens" alcançou o número 35 e passou 17 semanas na Hot 100. "Jazzy Belle" passou 14 semanas e alcançou o número 52 na Hot 100. O álbum foi certificado platina pela Recording Industry Association of America (RIAA) em 6 de Novembro de 1996, pelos envios de um milhão de cópias nos Estados Unidos. Em 1998, já havia vendido mais de 1.2 milhão de cópias. Em 24 de Junho de 2003, foi certificado como platina dupla pela RIAA, após envios de dois milhões nos EUA.

### Resposta da crítica
| Críticas profissionais       | Críticas profissionais |
| Avaliações da crítica        | Avaliações da crítica  |
| Fonte                        | Avaliação              |
| ---------------------------- | ---------------------- |
| Allmusic                     | [ 8 ]                  |
| Atlanta Journal-Constitution | [ 9 ]                  |
| Blender                      | [ 10 ]                 |
| The Hartford Courant         | favorável              |
| RapReviews                   | 10/10                  |
| Rolling Stone                | [ 13 ]                 |
| The Source                   | [ 14 ]                 |
| The Washington Post          | favorável              |

Desde seu lançamento, ATLiens recebeu avaliações positivas de publicações sobre música como The Hartford Courant, Rolling Stone, e The Washington Post.

## Faixas
1. "You May Die" (Intro) - 1:05
2. "Two Dope Boyz (In a Cadillac)" - 2:46
3. "ATLiens" - 3:50
4. "Wheelz of Steel" - 4:03
5. "Jazzy Belle" - 4:12
6. "Elevators (Me & You)" - 4:25
7. "Ova Da Wudz" - 3:48
8. "Babylon" - 4:24
9. "Wailin'" - 2:00
10. "Mainstream" - 5:18
11. "Decatur Psalm" - 3:58
12. "Millennium" - 3:09
13. "E.T. (Extraterrestrial)" - 3:07
14. "13th Floor/Growing Old" - 6:51
15. "Elevators (Me & You) [ONP 86 Mix]" - 4:36

## Créditos dos samples
- "You May Die (Intro)" é uma interpolação de "Summer in the City" de Quincy Jones.
- "Two Dope Boyz (In a Cadillac)" contém um sample de "D.E.E.P." de OutKast e "Danger, She's A Stranger" de The Five Stairsteps.
- "Wheelz of Steel" contém um sample de "Focus III" de Focus (do álbum de 1972 Focus III) e "Saturday Night Style" de Mikey Dread.
- "Jazzy Belle" contém um sample de "It's Yours" de T La Rock & Jazzy Jay e uma interpolação de "Prelude" de Lamont Dozier (do álbum de 1974 Black Bach).
- "Elevators (Me & You) [ONP 86 Mix]" contém um sample de "Come In Out of the Rain" de Parliament (do álbum First Thangs); a original SFX do video game Super Mario Bros..
- "Ova Da Wudz" contém um sample de "Judas" de Society of Soul (do álbum de 1995 Brainchild).
- "Babylon" contém um sample de "12 O'Clock" de Vangelis (do álbum de 1975 Heaven and Hell).
- "Wailin" contém um sample de "To The Establishment" de Lou Bond (do álbum de 1974 We Produce).
- "Mainstream" contém um sample de "Sesame Street" de Goodie Mob (do álbum de 1995 Soul Food).